# Quiberon
Quiberon [ki.b(ə).ʁɔ̃] (bret. Kiberen) ist eine französische Hafenstadt auf der gleichnamigen Halbinsel im Département Morbihan in der Region Bretagne. Fischerei spielte einst eine große Rolle in der Wirtschaft Quiberons. Die 4782 Einwohner (Stand 1. Januar 2022) der Stadt leben heute hauptsächlich von den bis zu 60.000 Touristen während des Sommers.

## Geografie

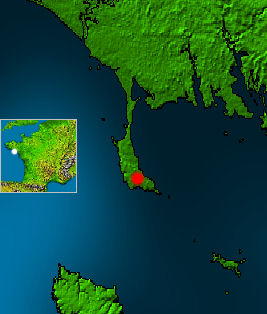
Der weiße Punkt (kleine Karte) zeigt die Lage Quiberons. Auf der großen Karte ist die Halbinsel Quiberon zu sehen, der rote Punkt markiert die Position der Hafenstadt. Im Süden sieht man einen Teil der Belle-Île.

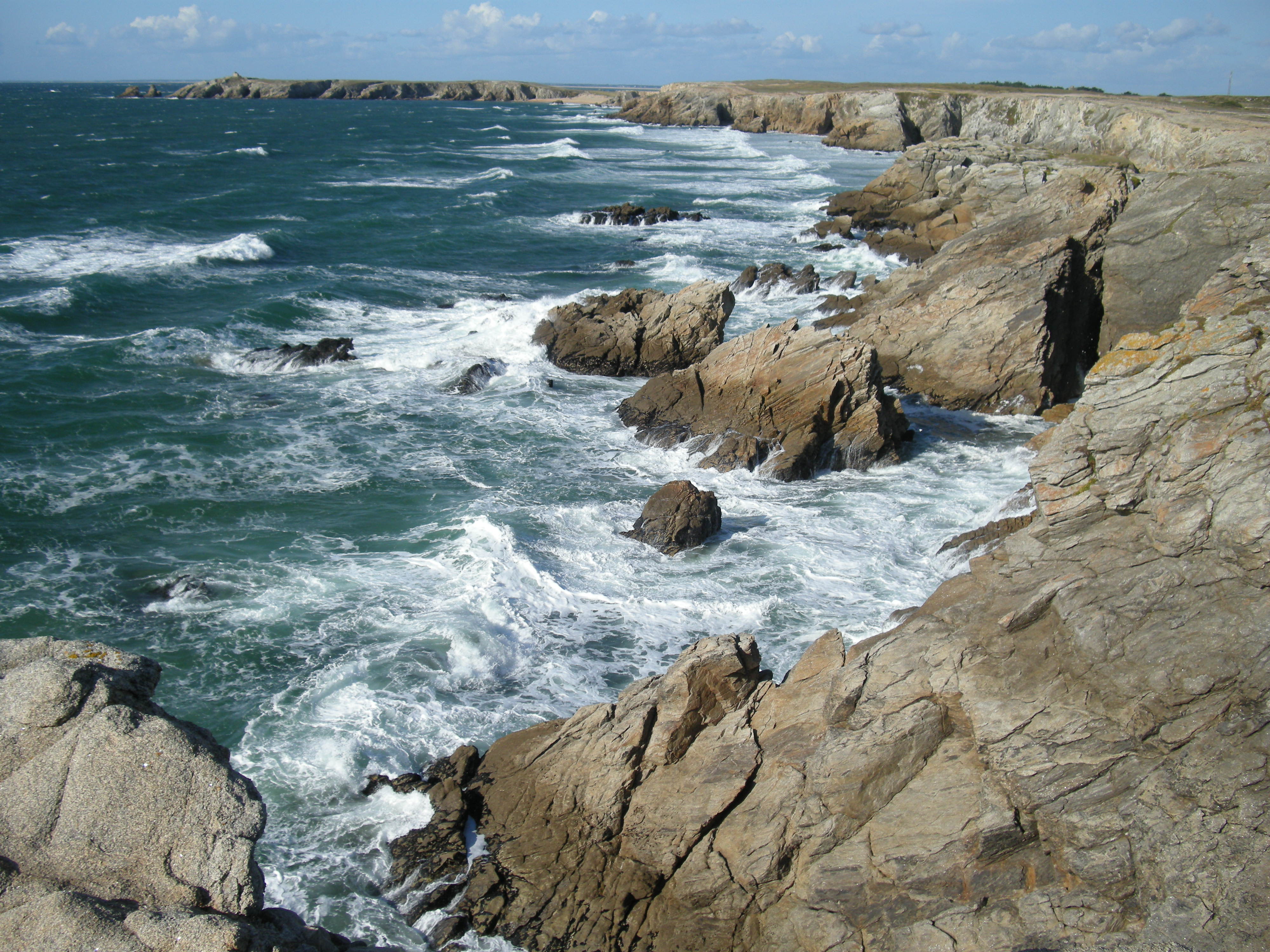
Die Côte Sauvage

Quiberon und Saint-Pierre-Quiberon waren einst eine Insel, bis etwa ab dem 11. Jahrhundert durch das Abholzen von Wäldern Sand freigesetzt wurde, der durch Wind und Meeresströmung eine Landbrücke bildete. Die Nord-Süd gerichtete Halbinsel ist etwa 14 Kilometer lang.
Das Besondere der Halbinsel Quiberon ist ihre Vielfalt, die dadurch zustande kommt, dass eine Seite der Insel dem Festland (Bucht von Quiberon), die andere dem Atlantik zugewandt ist. Das Meer ist landseitig ruhig, im Gegensatz zur Wilden Küste (Côte sauvage) auf der Atlantikseite mit kleinen Sandstränden zwischen den felsigen Buchten Port Blanc und Port Bara, an denen jedoch striktes Badeverbot herrscht.
Durch den Tourismus wurde die Küste inzwischen stark in Mitleidenschaft gezogen, sodass durch Schutzzäune und ähnliche Maßnahmen versucht wird, die Vegetation zu erhalten.

## Geschichte

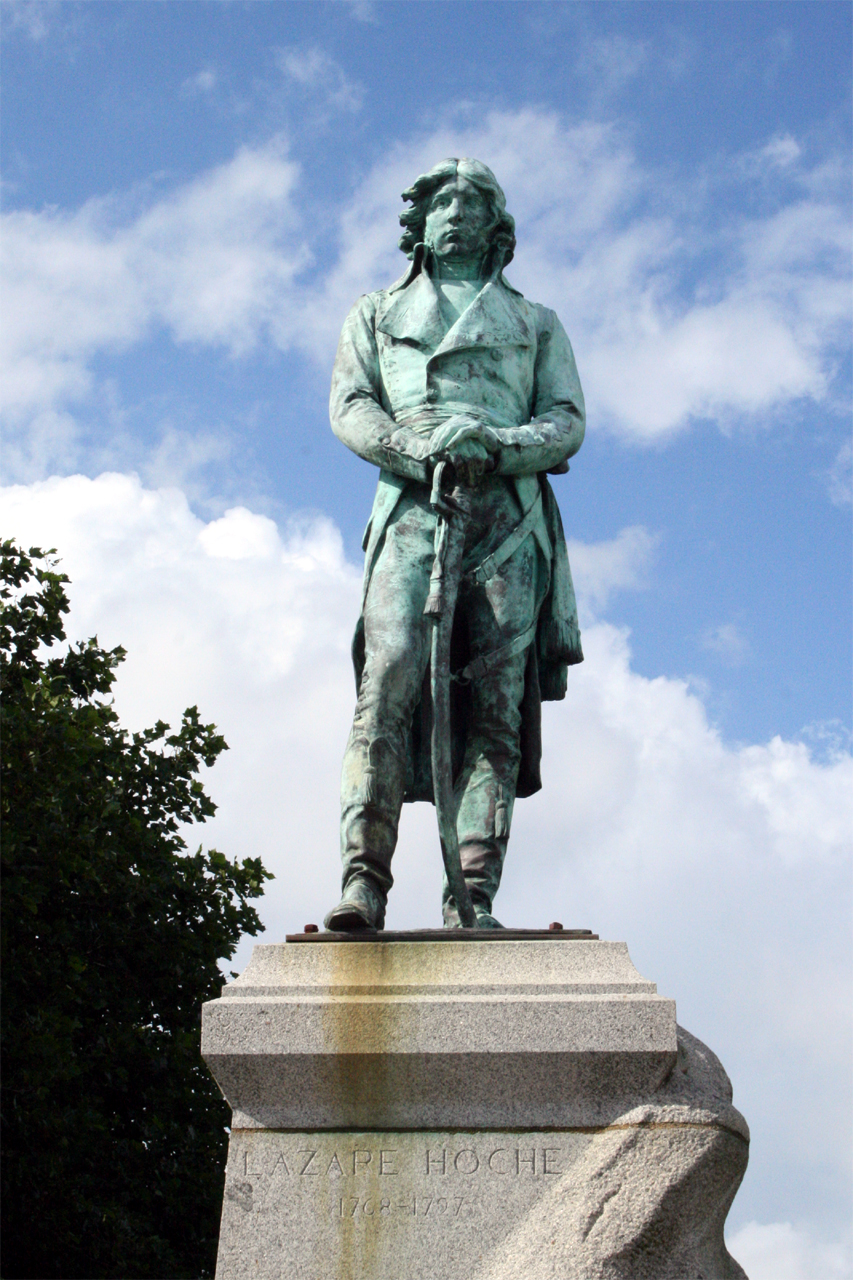
Statue von Lazare Hoche

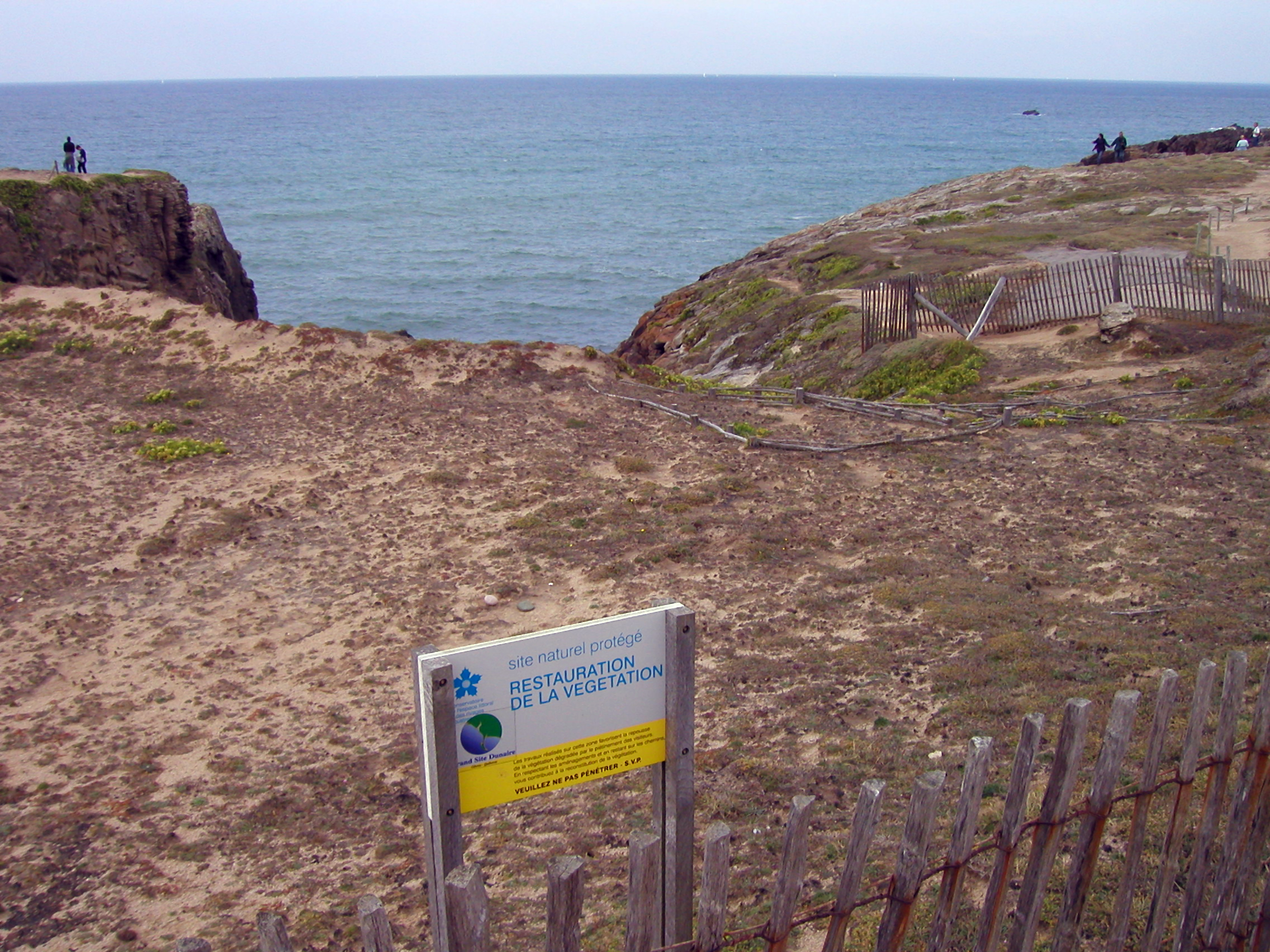
Schutzmaßnahmen zum Erhalt der natürlichen Vegetation an der Côte Sauvage

Die Gegend hat eine lange Vorgeschichte, auf die die Dolmen von Porz Guen (auch Port-Blanc genannt) und eine Anzahl von Menhiren verweisen, die zum Teil auf etwa 4000 v. Chr. datiert werden. Zwischen der steinzeitlichen und der keltischen Inselkultur klafft, was die Besiedlung und die Monumente angeht, eine Lücke.
Etwa um das 5. Jahrhundert v. Chr. besiedelten die keltischen Veneter die Insel und unterhielten Handelsbeziehungen, unter anderem mit den Briten. Das Land wurde urbar gemacht und Werkzeuge sowie Waffen aus Eisen wurden gefertigt. 56 v. Chr. besiegten die Römer unter Julius Caesar die Veneter in der Seeschlacht vor der Halbinsel Rhuys und eroberten die Bretagne (keltisch Aremorica).
Während des Siebenjährigen Krieges, zerstörten die Briten am 20. November 1759 bei der Seeschlacht in der Bucht von Quiberon unter Verlust von zwei (gestrandeten) Schiffen sechs französische Schiffe („Bataille des Cardinaux“).
Im Sommer 1795 war die Bucht von Quiberon Schauplatz der Schlacht um Quiberon zwischen Truppen der ersten französischen Republik und eines auf englischen Schiffen transportierten Invasionsheeres aus ungefähr 2.000 adligen Revolutionsflüchtlingen und ehemaligen Soldaten der Armee Ludwigs XVI. (Armee der Emigranten), begleitet von vielen Familienangehörigen. Zusammen mit rund 5.000 aufständischen Bretonen, den Chouans, sollte von der Bretagne aus ein neuer Versuch einer royalistischen Gegenrevolution beginnen. Am Ostufer der Halbinsel zwangen am 17. Juli die Truppen des republikanischen Generals Lazare Hoche nach der Einnahme des Fort de Penthièvre die Hauptmacht der Royalisten zur Flucht über das Meer oder zum Ergeben. In Gefechten im Hinterland wurden weitere Einheiten des Emigrantenheeres und der Chouans geschlagen und zerstreut. Aufständische, die bewaffnet gefangen genommen wurden, wurden auf Regierungsanordnung umgehend hingerichtet. Das Märtyrerfeld (champ des martyrs) bei Auray erinnert an die Massenhinrichtung von 952 Emigranten und Chouans.
Die Bahnstrecke Auray–Quiberon wurde 1882 fertiggestellt. Jetzt kamen die ersten Prominenten wie die Schriftsteller Gustave Flaubert und Anatole France sowie die Schauspielerin Sarah Bernhardt.
1924 wurde Quiberon zum Luftkurort ernannt.
Im Jahr 1944 planten die anglo-amerikanischen Landungstruppen, in der Bucht von Quiberon einen Nachschubhafen zu errichten. Die Idee wurde jedoch verworfen.
Die massiven deutschen Befestigungen des Atlantikwalls und der anhaltende Widerstand der deutschen Soldaten (Auftrag: bedingungslose Sicherung des U-Boot-Hafens von Lorient) führten zu der Kuriosität, dass die deutschen Resttruppen (10.000 Mann) im Gebiet von Lorient bis Quiberon erst zwei Tage nach der Kapitulation der Wehrmacht am 10. Mai 1945 kapitulierten (Schlacht um die Bretagne).
Quiberon war einer der Drehorte zum Abenteuervierteiler Die Schatzinsel und zum Spielfilm 3 Tage in Quiberon. Die Schauspielerin Romy Schneider war in den 1970er und 1980er Jahren mehrmals zur Kur in Quiberon.

## Bevölkerungsentwicklung
| Jahr                       | 1962 | 1968 | 1975 | 1982 | 1990 | 1999 | 2008 | 2019 | 2021 |
| Einwohner                  | 4540 | 4595 | 4723 | 4808 | 4623 | 5073 | 5049 | 4558 | 4688 |
| Quellen: Cassini und INSEE |      |      |      |      |      |      |      |      |      |

## Verkehr
Die Halbinsel ist ganzjährig nur über eine einzige Straße zu erreichen, die im Sommer häufig überfüllt ist. In den Sommermonaten fährt von Auray über die Bahnstrecke Auray–Quiberon ein Zug auf der eingleisigen Strecke (der sog. tire-bouchon = „Korkenzieher“).
Im Haupthafen von Quiberon, Port Maria, liegt der Meeresbahnhof (gare maritime). Hier starten Fähren, die die vorgelagerten Inseln Belle-Île, Île d’Houat (Enteninsel) und Île d’Hœdic („kleine Ente“) anfahren.
Vom Osthafen Port-Haliguen starten im Sommer Ausflugsboote zu Touren durch den Golf von Morbihan („kleines Meer“).
Der Ort verfügt über einen Flugplatz mit einer 775 m langen Start- und Landebahn. Er befindet sich östlich zwischen Ortszentrum und dem Meer.

## Städtepartnerschaften
- Zu Kempten (Allgäu) in Deutschland, Looe in Cornwall, Le Grand-Bornand in Savoyen und Josselin im Département Morbihan bestehen partnerschaftliche Beziehungen.[3]

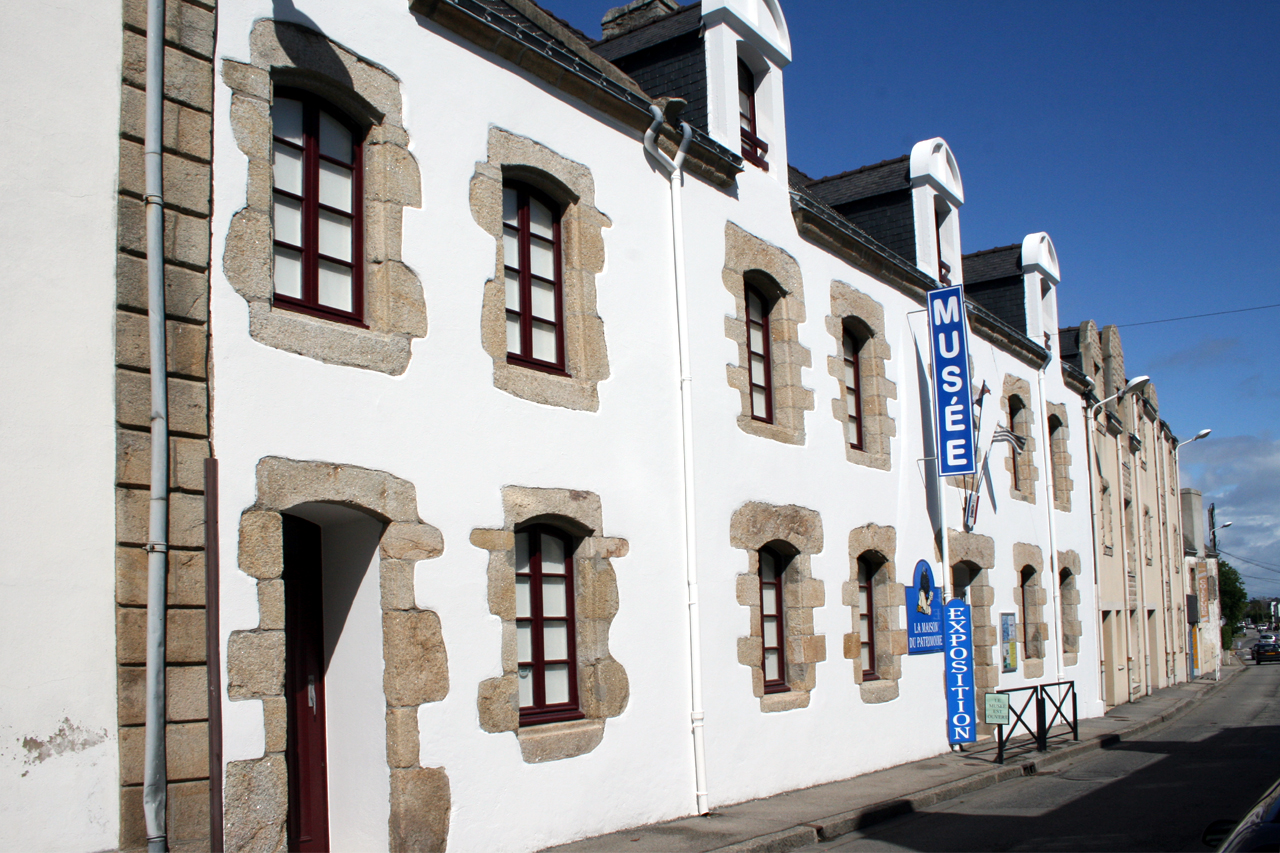
Museum Quiberon
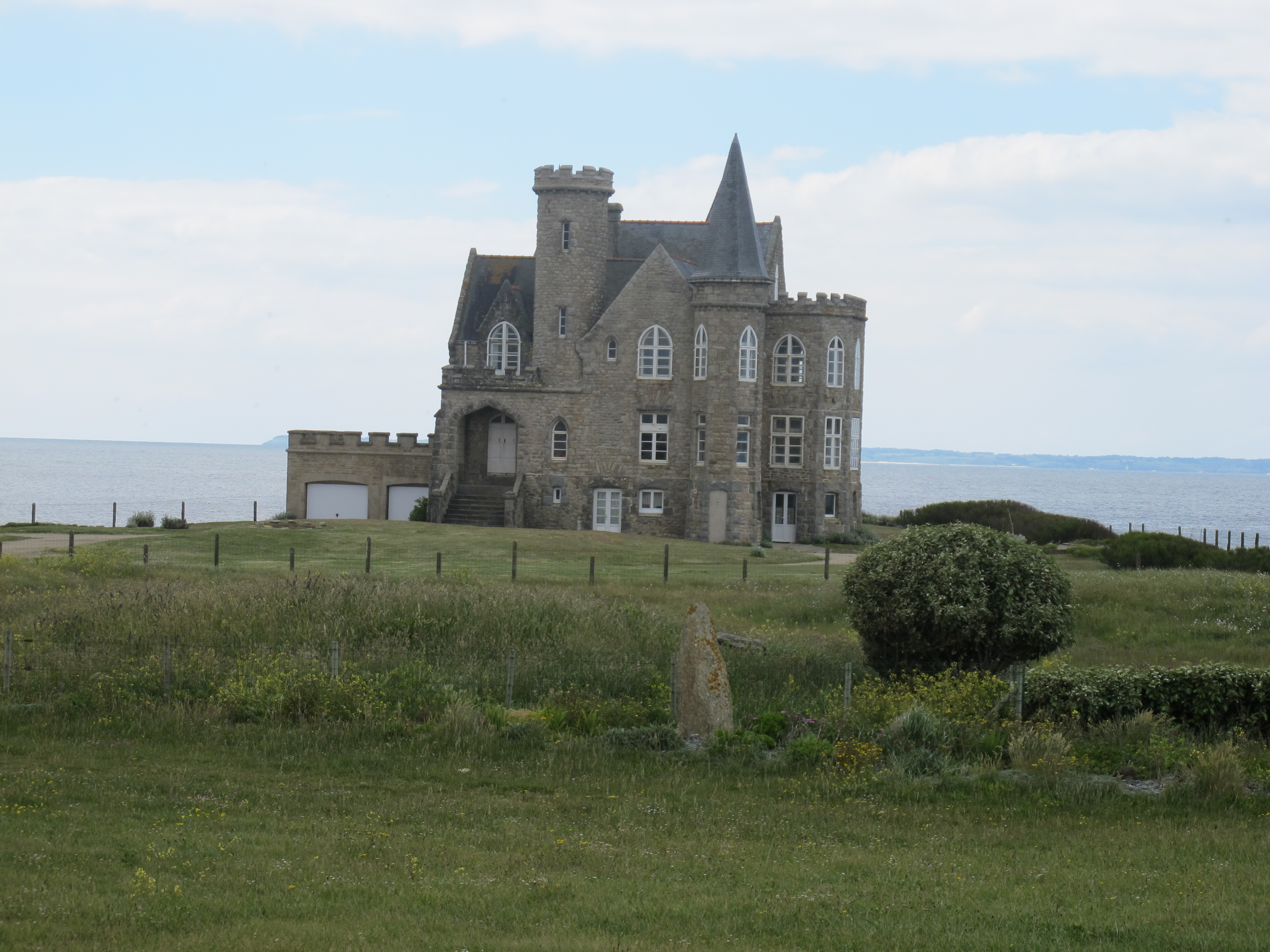
Château Turpault
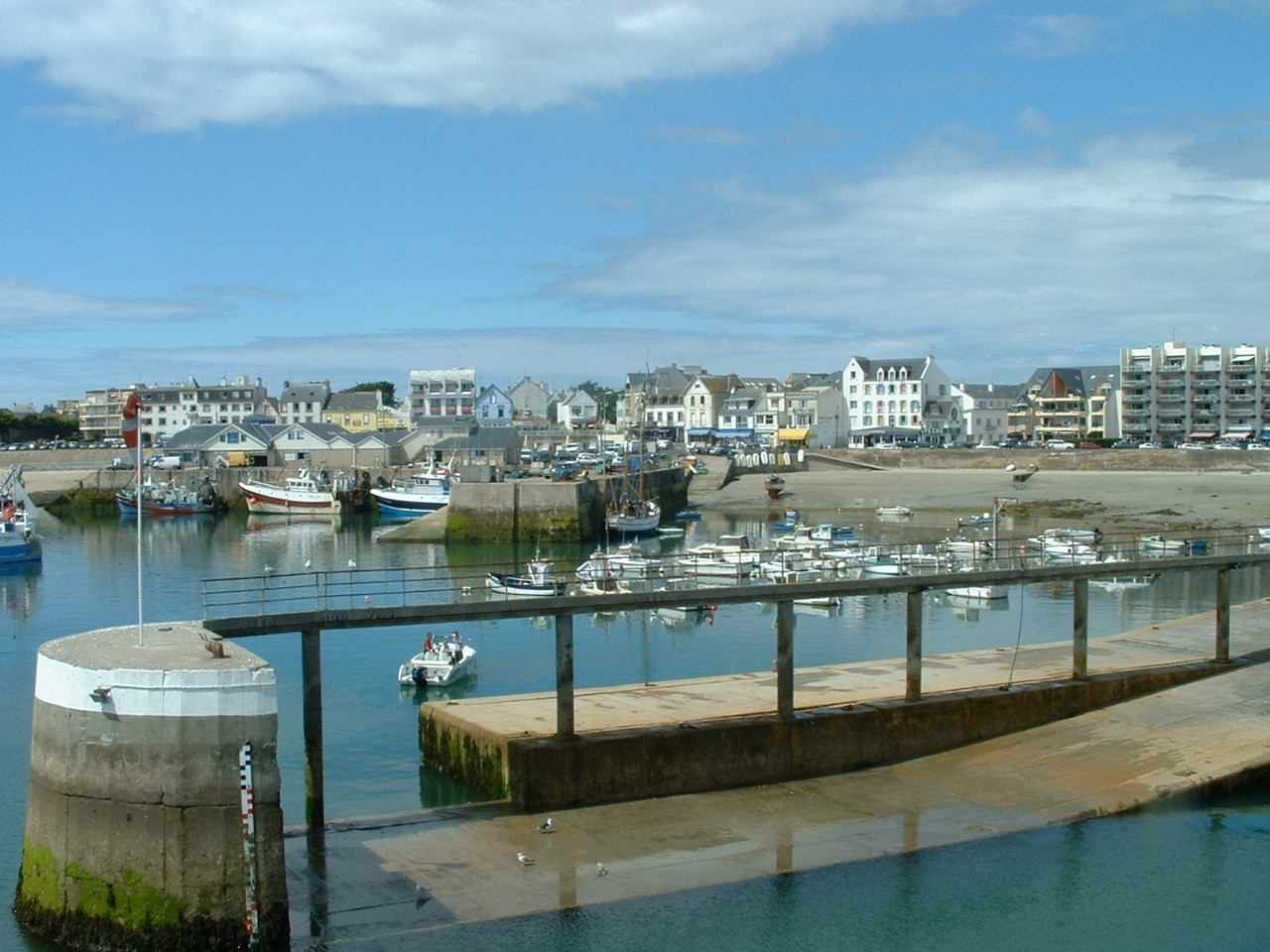
Quiberon, Port Maria
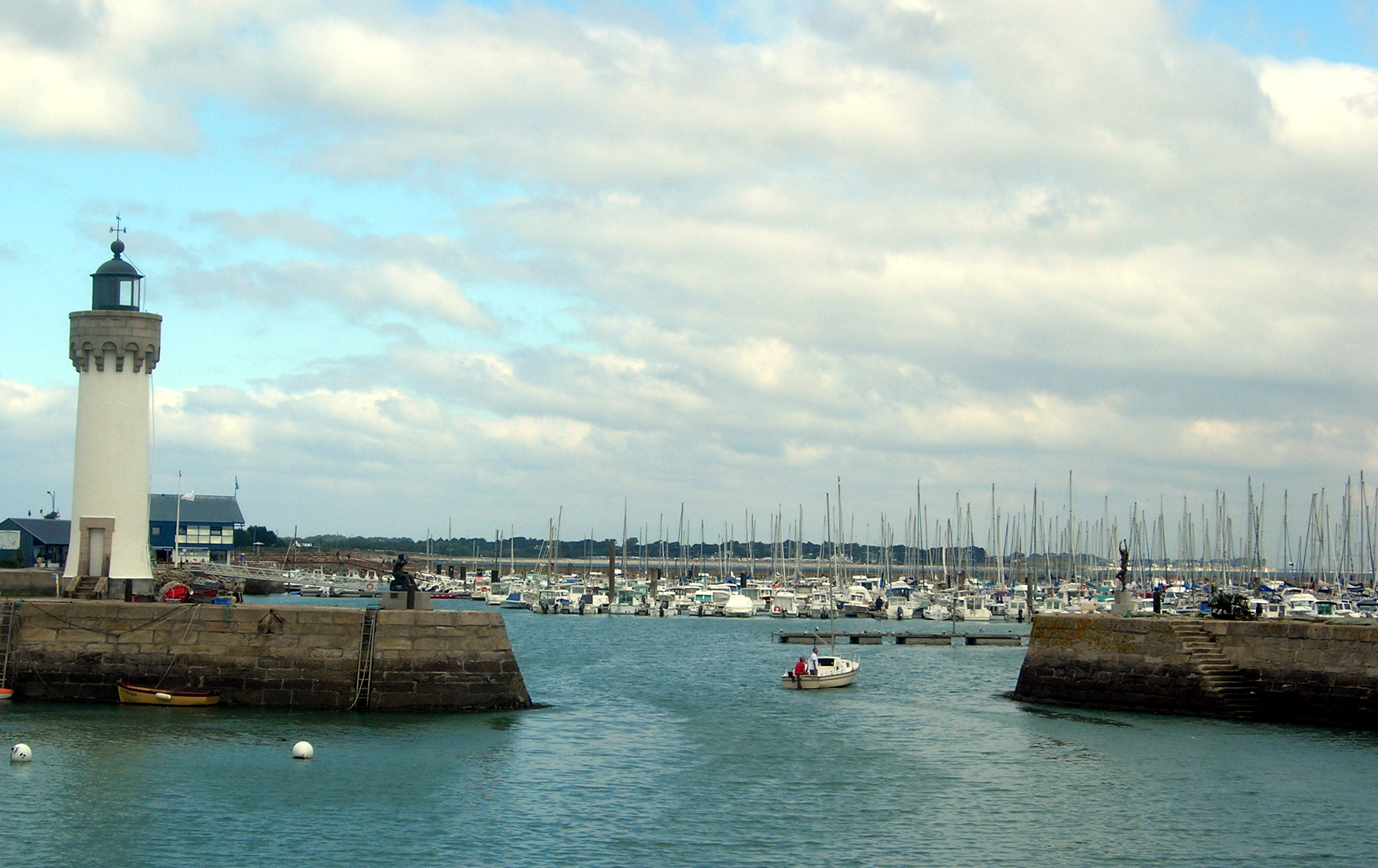
Port-Haliguen
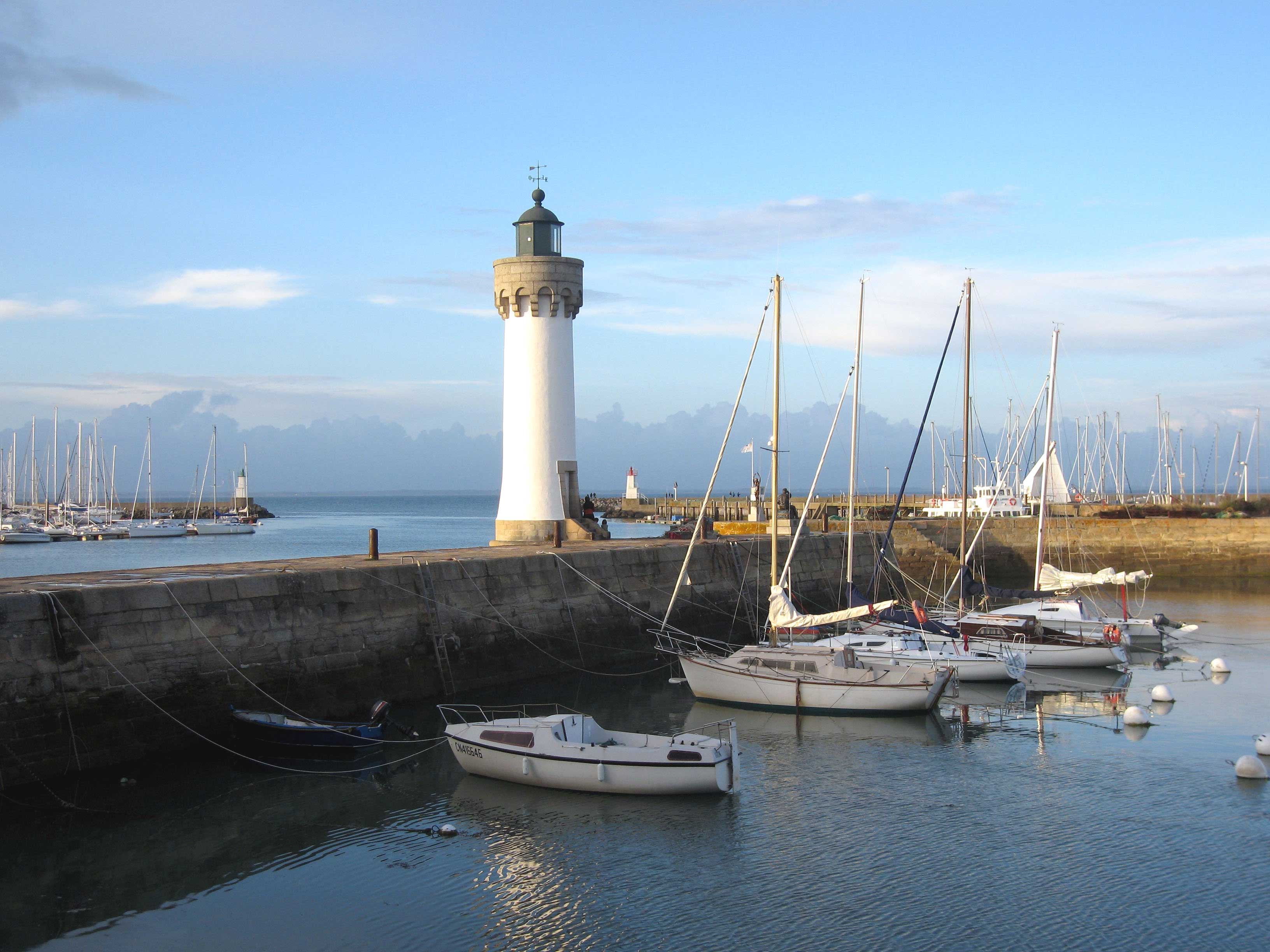
Alter Leuchtturm
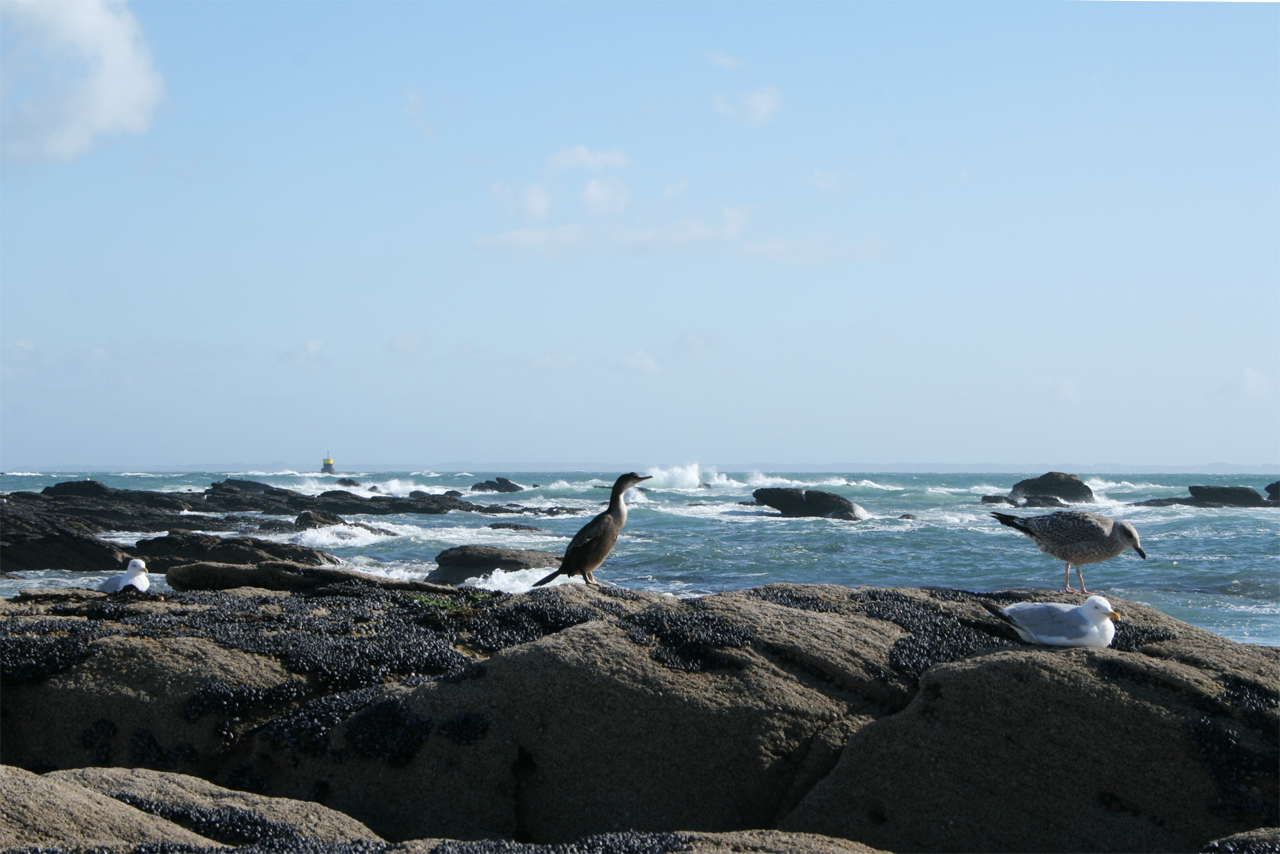
Pointe du Conguel
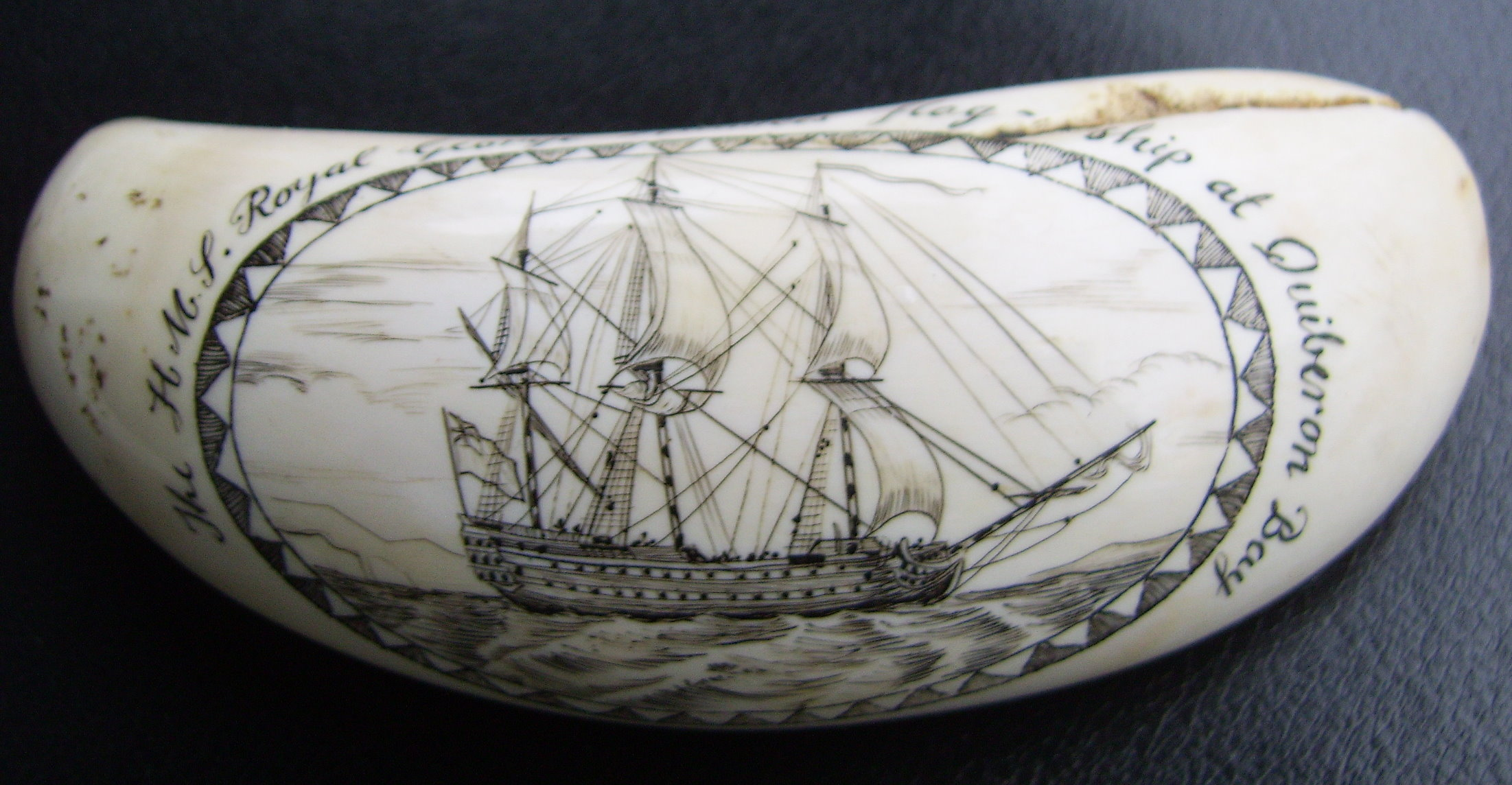
Gravur auf einem Walzahn
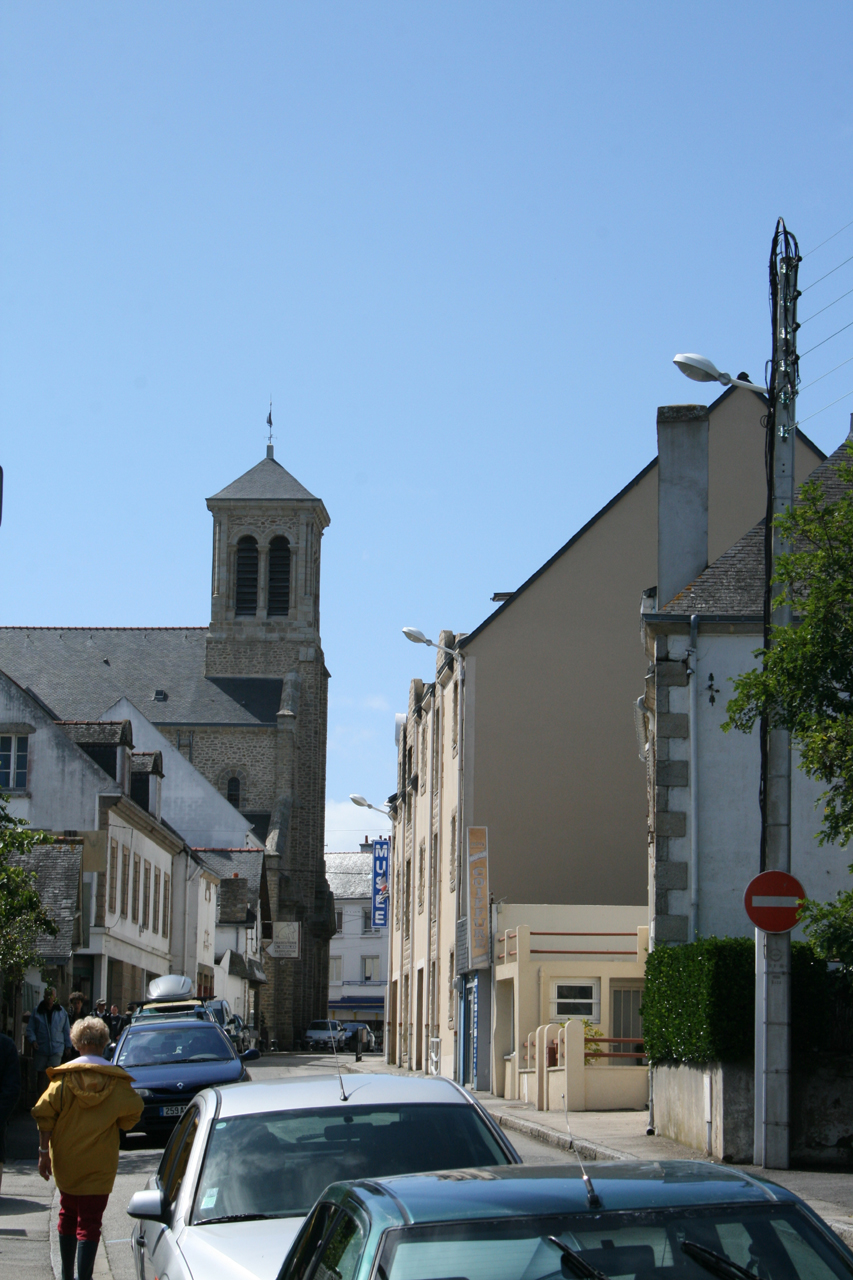
Ortsbild Quiberon